# 프리실라 C. 샤이어

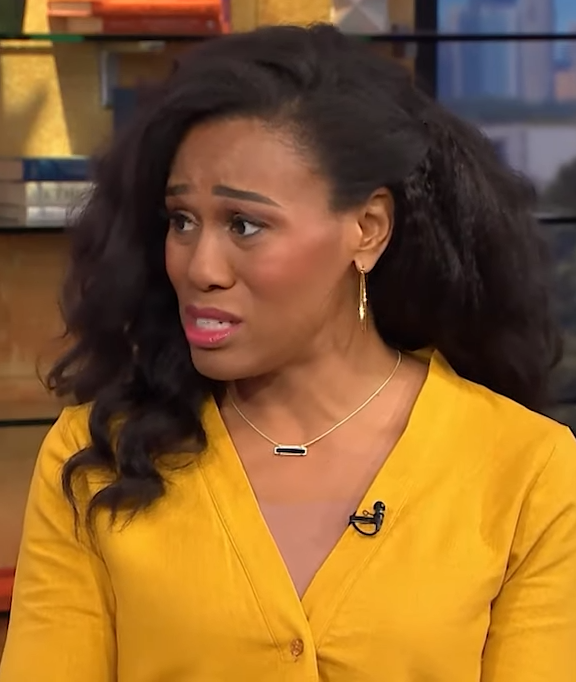

프리실라 C. 샤이어(Priscilla Shirer, 1974년 12월 31일 ~ )는 미국의 배우, 영화배우, 작가이다.
댈러스에서 태어났다.

## 도서
- 기도의 골방
- 방해 받은 삶
- 하나님의 음성 분별하기